# Doufiguisso
Doufiguisso est une commune rurale du département de Bobo-Dioulasso de la province du Houet dans la région du Hauts-Bassins au Burkina Faso.

## Géographie
Doufiguisso est située dans le 2e arrondissement du département de Bobo-Dioulasso, à environ 20 km du centre de Bobo-Dioulasso.

## Éducation et santé
Le centre de santé le plus proche de Doufiguisso est le centre de santé et de promotion sociale (CSPS) de Panamasso.